# Anton Halter
Anton Halter (ur. 1912, zm. data nieznana) – zbrodniarz nazistowski, członek załogi niemieckiego obozu koncentracyjnego Dachau, SS-Sturmmann.
Obywatel jugosłowiański narodowości niemieckiej. Od grudnia 1943 do lipca 1944 pełnił służbę jako strażnik w obozie głównym Dachau. Następnie przeniesiono go do podobozów Friedrichshafen i Raderach, gdzie pozostał do września 1944. Wreszcie od września 1944 do kwietnia 1945 był strażnikiem w podobozie Überlingen. Brał udział w ewakuacji tego obozu, podczas której zdezerterował.
W procesie załogi Dachau (US vs. Josef Gombkoto i inni), który miał miejsce 31 października 1946 przed amerykańskim Trybunałem Wojskowym w Dachau skazany został na 2,5 roku pozbawienia wolności.